# Чемерно (Гацко)
Чемерно је насељено мјесто у општини Гацко, Република Српска, БиХ. Према попису становништва из 2013. у насељу је живјело 40 становника.

## Становништво
Према попису становништва из 1991. године, мјесто је имало 64 становника.
| Демографија | Демографија | Демографија |
| Година      | Становника  | Становника  |
| ----------- | ----------- | ----------- |
| 1948.       | 138         |             |
| 1953.       | 133         |             |
| 1961.       | 165         |             |
| 1971.       | 101         |             |
| 1981.       | 80          |             |
| 1991.       | 64          |             |
| 2013.       | 40          |             |